# مهدی نورمحمدی

مهدی نورمحمدی (زاده ۲۲ شهریور ۱۳۵۸ در ایلام) فیلمساز و عکاس ایرانی است که برنده سیمرغ بلورین سی و دومین جشنواره بین‌المللی فیلم فجر برای مستند در پناه بلوط بوده و اغلب آثار وی در جشنواره‌های معتبر ملی و بین‌المللی مورد توجه قرار گرفته و جوایز متعددی را کسب نموده‌است.
از جمله مهمترین جوایز مهدی نورمحمدی می‌توان به جشنواره‌های حیات وحش ژاپن، گرن پارادیزو ایتالیا، نامور بلژیک، منیگوت فرانسه، ماتسالو استونی و شوالیه طلایی روسیه اشاره کرد.

## فعالیت

### مستندساز حیات وحش
مهدی نورمحمدی یکی از مطرح‌ترین مستندسازان حیات وحش ایران است که با مستند در پناه بلوط کار خود را شروع کرد و تا کنون مستندهای متعددی در زمینه حیات وحش ایران ساخته‌است. او همکاری‌های مختلفی در زمینه تولید مستند حیات وحش با سایر مستندسازان این عرصه داشته‌است.

### عکاس طبیعت و حیات وحش
مهدی نورمحمدی عکاسی رو از انجمن سینمای جوان آغاز کرد و بعد از عکاسی، تولید فیلم‌های کوتاه را در شبکه تلویزیونی ایلام به صورت حرفه ای دنبال کرد و در تولید مجموعه‌ های تلویزیونی، فیلم‌های کوتاه و فیلم‌های داستانی بلند همکاری خود را با شبکه تلویزیونی ایلام ادامه داد. نورمحمدی ۲ سال در واحد اطلاعات و اخبار صدا و سیمای مرکز ایلام مشغول تصویربرداری و خبرنگاری شد و در نهایت در سال ۱۳۸۶ در کنار کار عکاسی حیات وحش وارد عرصهٔ مستندسازی حیات وحش نیز گردید.
مهدی نورمحمدی در کنار مستندسازی حیات وحش نزدیک یک دهه است که از طبیعت و حیات وحش ایران عکاسی می‌کند او در طول سال‌های گذشته توانسته دو نمایشگاه عکس طبیعت و حیات وحش بر پا کند.

### عضو انجمن تهیه‌کنندگان سینمای مستند
از سال ۱۳۹۳ تا کنون عضو این انجمن است.

## جوایز و افتخارات عکاسی
- دیپلم افتخار بهترین عکس جشنواره ملی عکس ایران با موضوع طبیعت زیبای ایران برای عکس افعی شاخدار (۱۳۹۱)[۵]
- کسب عنوان نفر اول دومین جشنواره ملی سفر به فضا برای عکس آسمان کبیرکوه (۱۳۸۹)[۶]
- دیپلم افتخار بهترین عکس جشنواره ملی فرهنگ و اقوام ایرانی برای عکس چه مه ره (چشم به راه) و لاوه لاوه (لالایی) (۱۳۹۱)[۷]
- برگزاری نمایشگاه عکس ایلام سرزمین رنگ‌ها (۱۳۸۷)
- برگزاری نمایشگاه عکس زندگی در زاگرس (۱۳۹۴)[۱][۲][۳]

## فیلم‌شناسی
| سال تولید | نام فیلم                                                                  | زمان فیلم | نقش                                             | جوایز و افتخارات |
| --------- | ------------------------------------------------------------------------- | --------- | ----------------------------------------------- | --- |
| ۱۳۹۷      | مستند آواز جغد کوچک                                                       | ۶۲ دقیقه  | نویسنده و کارگردان                              | - تندیس و جایزهٔ دبیر دوازدهمین جشنواره بین‌المللی سینما حقیقت (1397) - تندیس شایستگی و دیپلم افتخار بهترین تهیه‌کنندگی از یازدهمین جشن مستقل سینمای مستند ایران (۱۳۹۸) - نامزد بهترین کارگردانی فیلم مستند کوتاه در بیست و یکمین جشن سینمای ایران (۱۳۹۸) - نامزد بهترین کارگردانی یازدهمین جشن مستقل سینمای مستند ایران (۱۳۹۸) - لوح سپاس بهترین تهیه‌کنندگی مستند از بیست و دومین جشنواره تولیدات مراکز استان‌ها (۱۳۹۸) - دیپلم افتخار بهترین کارگردانی مستند از بیست و دومین جشنواره تولیدات مراکز استان‌ها (۱۳۹۸) - نامزد بهترین فیلم بخش مستند در چهل و نهمین جشنواره فیلم رشد (۱۳۹۸) |
| ۱۳۹۲      | مستند در پناه بلوط                                                        | ۵۵ دقیقه  | نویسنده، تهیه‌کننده، کارگردان و مدیر تصویربرداری | - برنده سیمرغ بلورین بهترین دستاورد فنی و هنری برای مستند در پناه بلوط از سی و دومین جشنواره بین‌المللی فیلم فجر (۱۳۹۲) - برنده تندیس فیروزه‌ای بهترین فیلم مستند بلند ایران از هفتمین جشنواره بین‌المللی فیلم مستند ایران (سینما حقیقت) (۱۳۹۲) - دیپلم افتخار بهترین کارگردانی برای مستند در پناه بلوط از هجدهمین جشنواره تولیدات مراکز صدا و سیما تبریز (۱۳۹۳) - دیپلم افتخار بهترین تصویربرداری برای مستند در پناه بلوط از هجدهمین جشنواره تولیدات مراکز صدا و سیما تبریز (۱۳۹۳) - دیپلم افتخار بهترین مستند بلند برای مستند در پناه بلوط از هشتمین جشن بزرگ منتقدان سینمای ایران (۱۳۹۳) - تقدیر ویژه نخستین جشنواره بین‌المللی فیلم‌های علمی اهواز (۱۳۹۳) - برنده جایزه ویژه هیئت داوران چهل و پنجمین جشنواره بین‌المللی فیلم رشد (۱۳۹۴) - حضور در سومین فستیوال سینمای ایران در پاریس (۱۳۹۴) - برنده تندیس بهترین فیلم برای مستند در پناه بلوط از نخستین جشنواره فیلم‌های بی کلام گلوب تهران (۱۳۹۴) - برنده تندیس بهترین فیلم از پنجمین جشنواره بین‌المللی فیلم سبز ایران (۱۳۹۵) - حضور و اکران ویژه مستند در پناه بلوط در جشنواره گرین اسکرین آلمان (۲۰۱۶) - برنده تندیس بهترین فیلم از بیست و دومین جشنواره بین‌المللی نامور بلژیک (۲۰۱۶) - برنده دیپلم افتخار بیست و ششمین جشنواره شوالیه طلایی روسیه (۲۰۱۷) - اکران ویژه در دهمین دوره جشنواره گودولو مجارستان (۲۰۱۷) - برنده جایزه بهترین فیلم جشنواره ماتسالو استونی (2017) - حضور در بخش مسابقه جشنواره فیکا FICA برزیل (2017) - برنده جایزه ویژه پارک گرن پارادیزو از بیستمین جشنواره گرن پارادیزو ایتالیا (2017) - برنده جایزه بهترین فیلم از نگاه تماشگران از بیستمین جشنواره گرن پارادیزو ایتالیا (2017) - برنده جایزه ویژه حفاظت از محیط زیست و جایزه بهترین فیلم مستند بیستمین دوره جشنواره منیگوت فرانسه (2017) - برنده تندیس بلورین بهترین فیلم و جایزه ویژه هیت داوران هفدهمین دوره جشنواره حیات وحش ژاپنJapan Wildlife (۲۰۱۷) - اکران در بیستمین جشنواره فیلم بیروت لبنان (2017) - حضور در دهمین دوره جشنواره محیط زیستی مکزیک (۲۰۱۸) - حضور در بخش نهایی جشنواره Grand Indie Wise ایالت فلوریدا ایالات متحده آمریکا (۲۰۱۸) |
| ۱۳۹۲      | حیات در رگهای سرد                                                         | ۶۳ دقیقه  | مدیر تصویربرداری                                | - کاندیدای دریافت سیمرغ بلورین بهترین تصویربرداری از سی و دومین جشنواره بین‌المللی فیلم فجر (۱۳۹۲) - دیپلم افتخار بهترین تصویربرداری از سی و یکمین جشنواره بین‌المللی فیلم کوتاه تهران (۱۳۹۳) - دیپلم افتخار بهترین تصویربرداری از شانزدهمین جشن خانه سینما (۱۳۹۳) - دیپلم افتخار بهترین تصویربرداری از هجدهمین جشنواره تولیدات رادیو و تلویزیونی مراکز استان‌ها (۱۳۹۳) |
| ۱۳۹۱      | مجموعه مستند در امتداد کبیرکوه                                            | ۱۲۳ دقیقه | نویسنده، تهیه‌کننده و کارگردان                   | |
| ۱۳۹۰      | مستند نماد ایلام                                                          | ۲۴ دقیقه  | نویسنده و کارگردان                              | |
| ۱۳۸۹      | مستند دریچه‌ای به قلب کبیرکوه                                              | ۲۹ دقیقه  | نویسنده و کارگردان                              | - حضور در بخش مسابقه جشنواره سینما حقیقت (۱۳۸۹) |
| ۱۳۸۸      | مجموعه مستند کبیرکوه 1. کبیرکوه از گذشته تا امروز 2. کبیرکوه سرچشمه زندگی | ۶۰ دقیقه  | نویسنده و کارگردان                              | - دیپلم افتخار دهمین جشنواره منطقه‌ای سینما جوان (۱۳۸۸) |
| ۱۳۸۷      | مستند چند قدم تا چراغ قرمز                                                | ۱۷ دقیقه  | نویسنده و کارگردان                              | |
| ۱۳۸۶      | مستند مرز پر گهر                                                          | ۱۷ دقیقه  | نویسنده و کارگردان                              | |
| ۱۳۸۶      | مستند عبور از سرزمین آلامتو                                               | ۲۷ دقیقه  | نویسنده، تهیه‌کننده و کارگردان                   | - حضور در بخش مسابقه دوازدهمین جشنواره بین‌المللی فیلم کوتاه تهران (۱۳۸۶) |
| ۱۳۸۶      | مستند امامزاده سید ابراهیم                                                | ۱۳ دقیقه  | نویسنده، تهیه‌کننده و کارگردان                   | |
| ۱۳۸۲      | مستند راه سبز                                                             | ۲۷ دقیقه  | نویسنده، تهیه‌کننده و کارگردان                   | |

## نمایشگاه‌ها

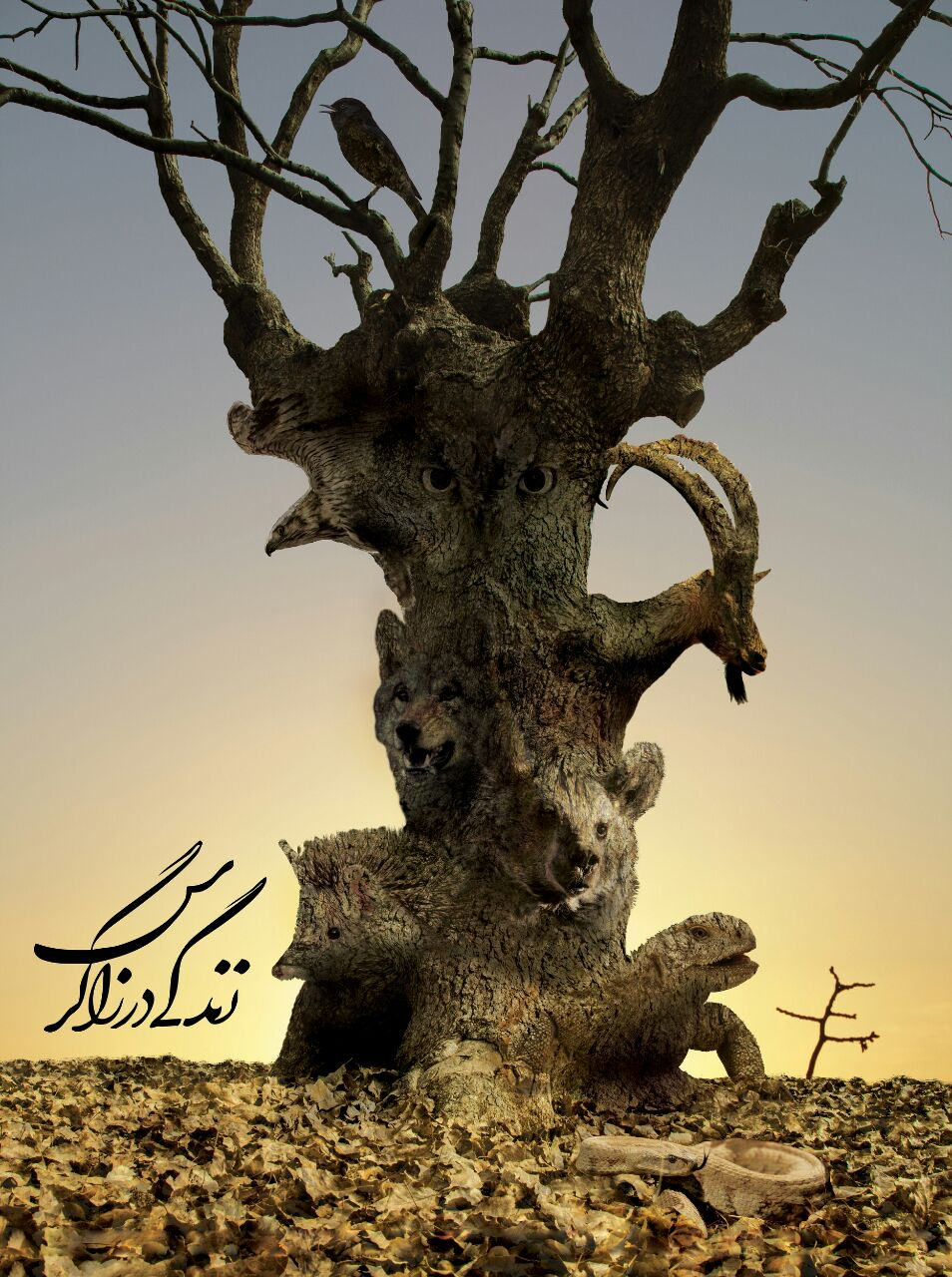
نمایشگاه عکس حیات وحش زندگی در زاگرس

| سال برگزاری | عنوان              | موضوع          | مکان برگزاری            |
| ----------- | ------------------ | -------------- | ----------------------- |
| ۱۳۹۴        | زندگی در زاگرس     | حیات وحش زاگرس | شهر ایلام               |
| ۱۳۸۷        | ایلام سرزمین رنگ‌ها | طبیعت ایلام    | مجتمع فرهنگی هنری ایلام |

## گالری تصاویر

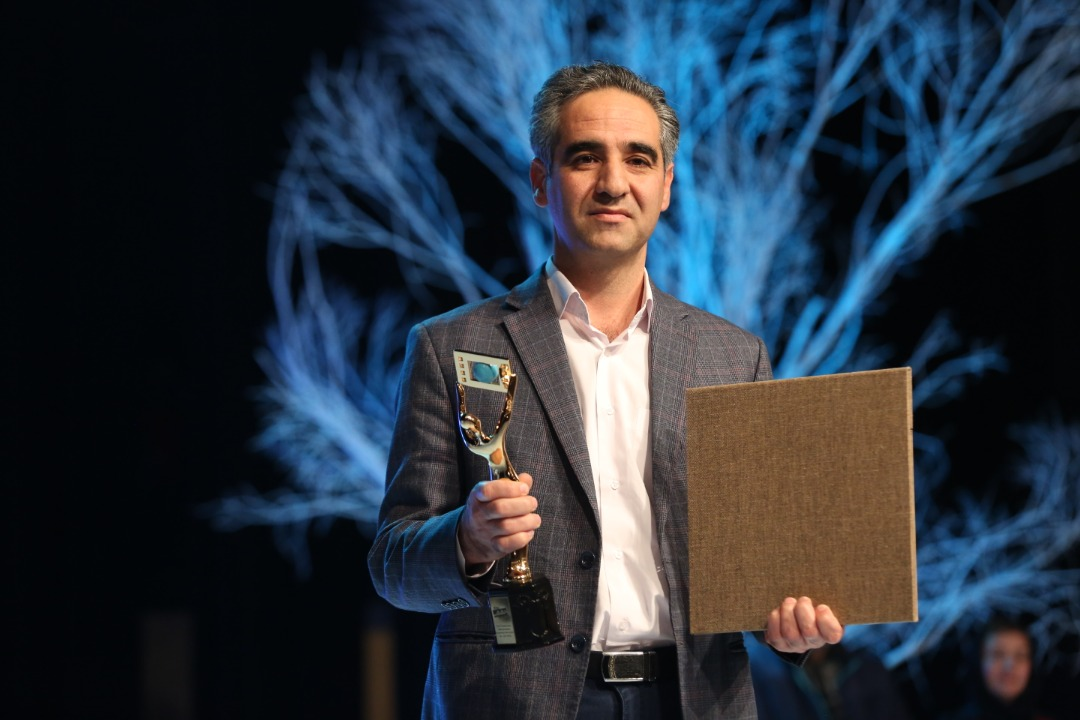
جشنواره بین‌المللی فیلم مستند ایران (سینما حقیقت)
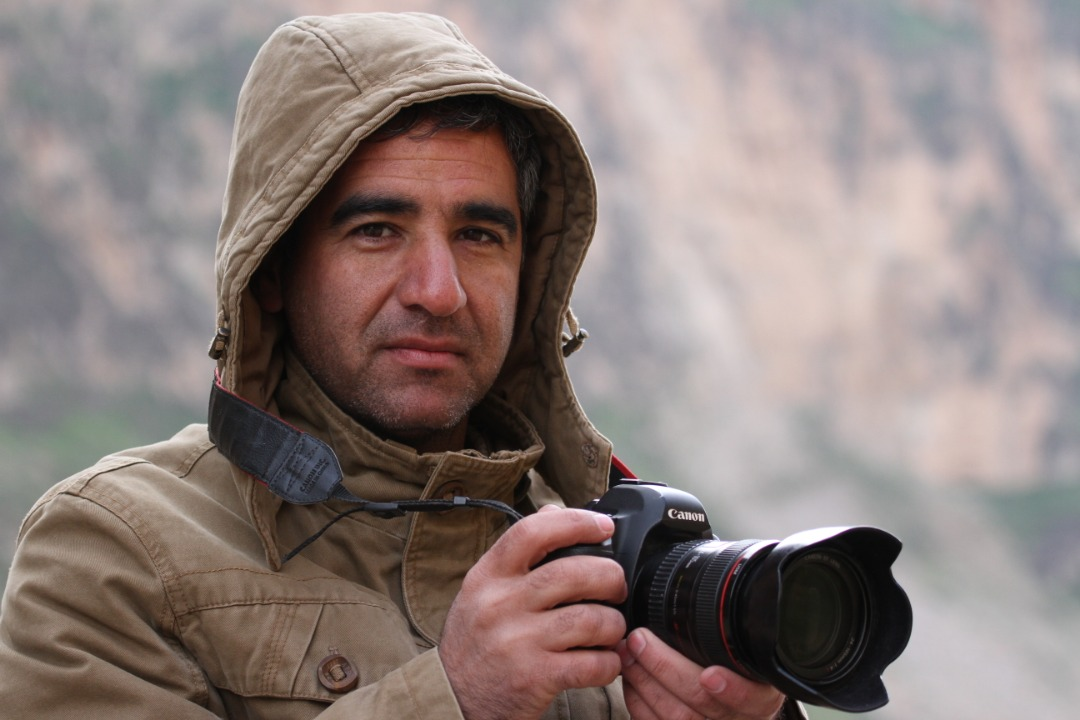
مهدی نورمحمدی (عکاسی در طبیعت)
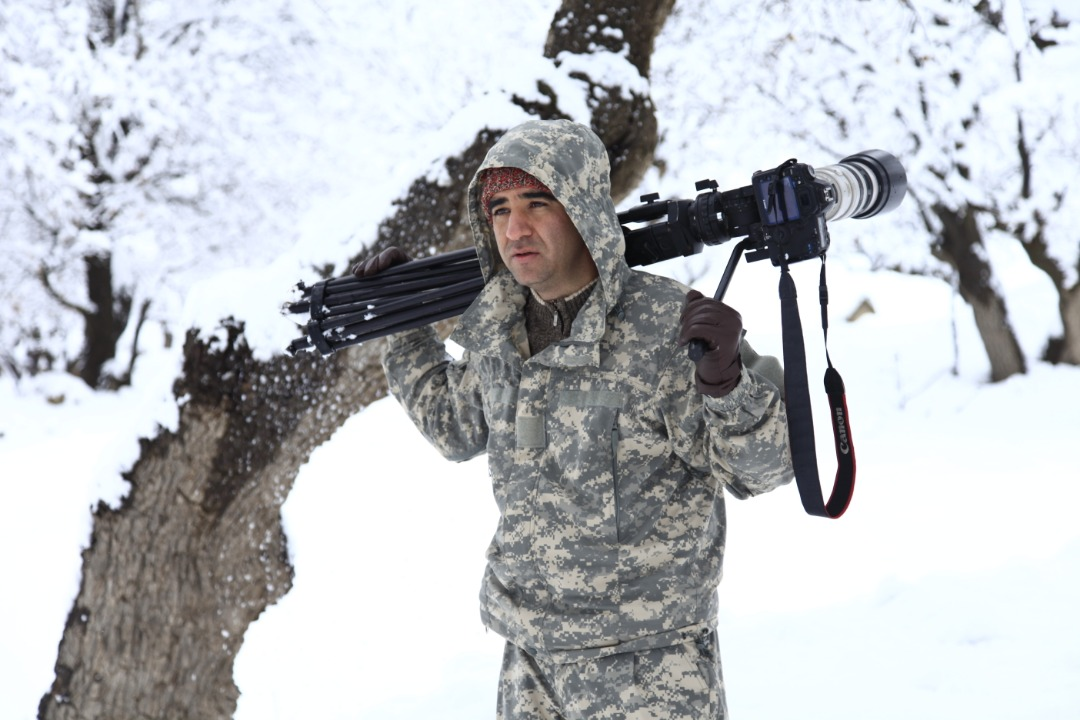
تصویربرداری مستند حیات وحش در زمستان
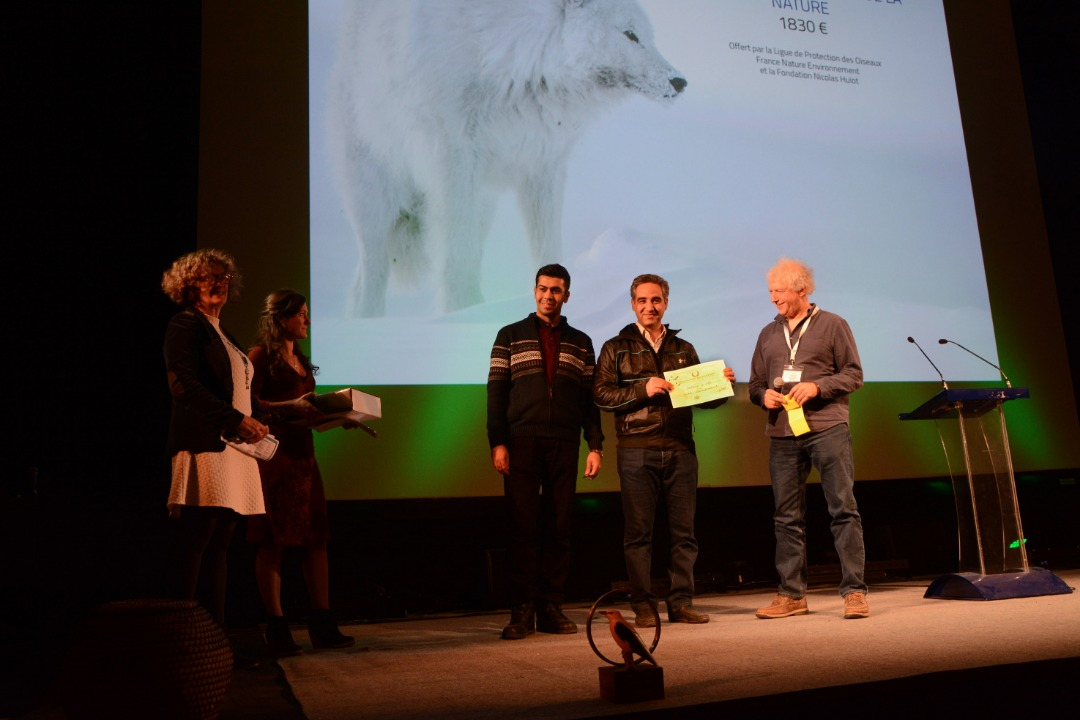
افتخارات مهدی نورمحمدی
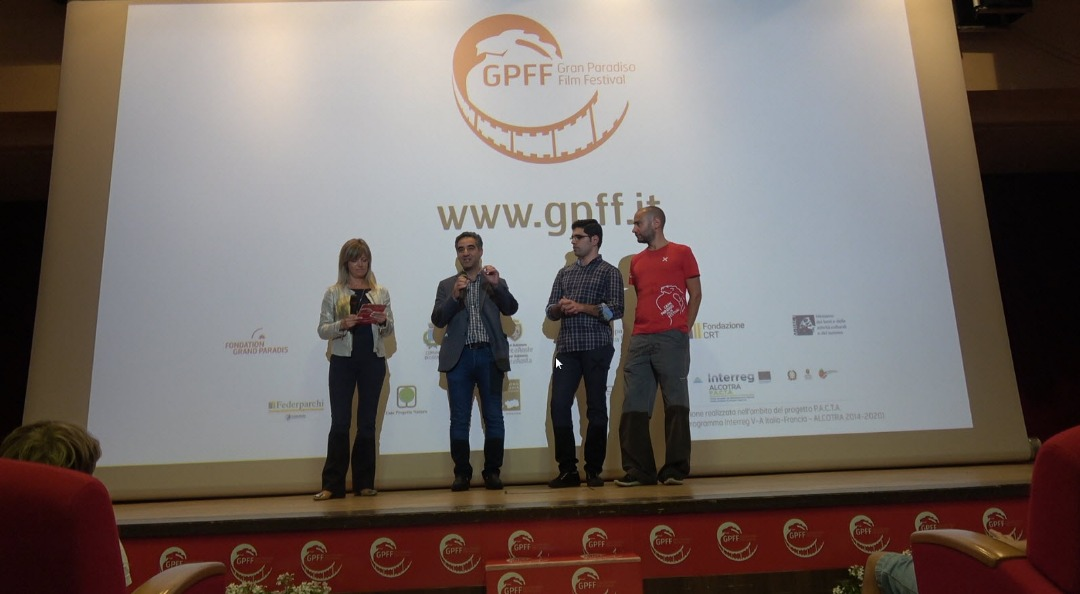
افتخارات مهدی نورمحمدی
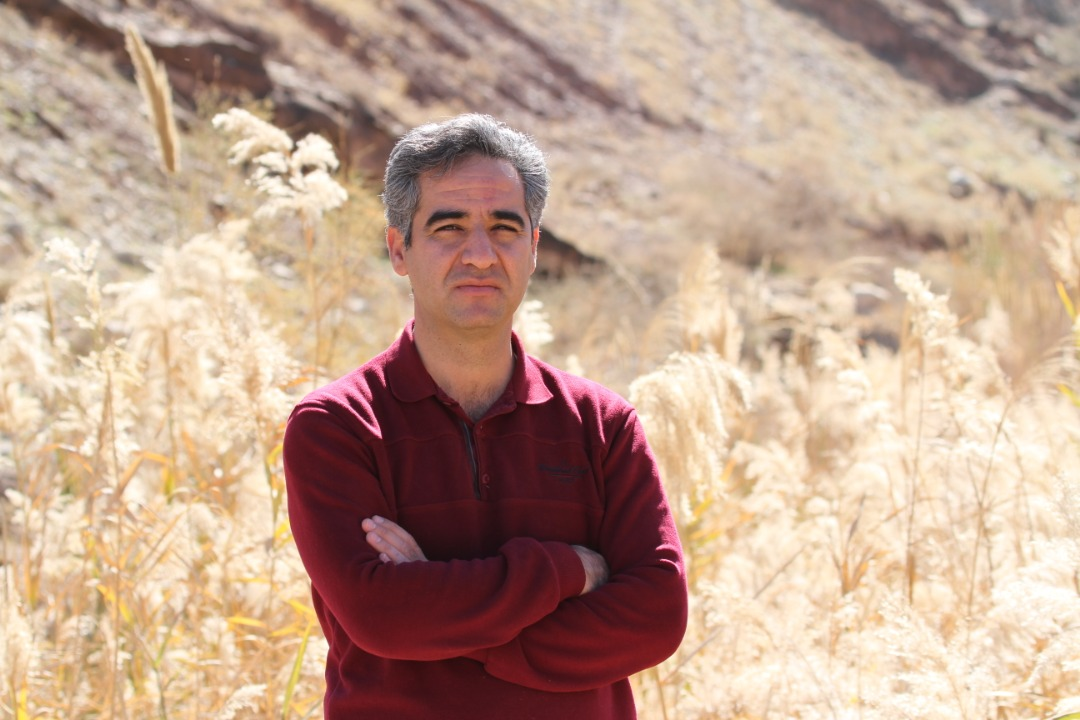
مهدی نورمحمدی - عکاس و مستندساز حیات وحش